# Arthur Hind

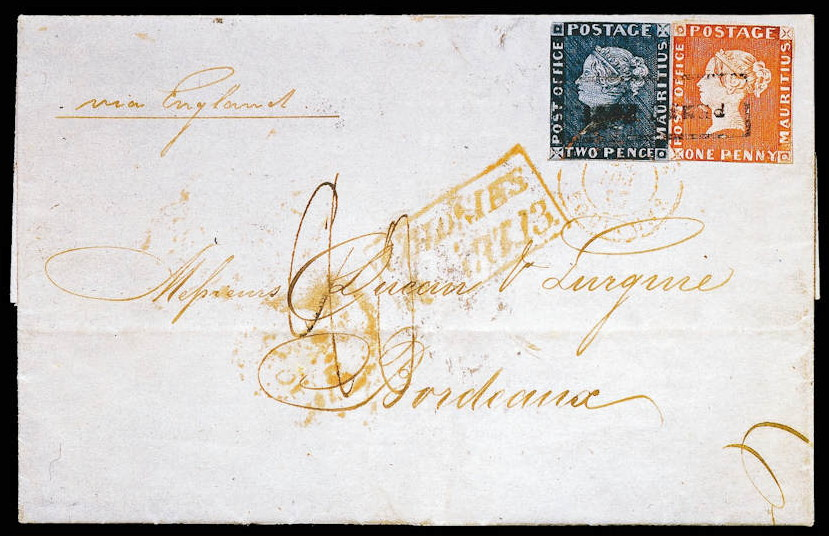
De Bordeaux-brief met beide Post Office Mauritius zegels

Arthur Hind (1856 – 1933) was een Amerikaans textiel-industrieel en filatelist.
Hind had een uitmuntende verzameling postzegels van de Verenigde Staten. Net als Thomas Tappling gebruikte hij alle winsten uit zijn onderneming aan het uitbreiden van zijn verzameling. In 1922 kocht hij de zogenaamde "Bordeaux-brief" met de twee verschillende zegels van de Post Office Mauritius. Ook had hij twee ongestempelde exemplaren van diezelfde postzegels. Op de veiling van de nalatenschap van Philipp von Ferrary kocht hij belangrijke U.S. Postmaster's Provisionals en het enige exemplaar van de British Guiana 1c magenta — de Engelse koning George V had het nakijken!